# Smalakou
Smalakou (biał. Смалякоў; ros. Смоляков) – osiedle na Białorusi, w obwodzie mohylewskim, w rejonie mohylewskim, w sielsowiecie Wiejna.